# Solo de Clarineta
Solo de Clarineta é um livro de memórias em dois volumes escrito pelo autor brasileiro Érico Veríssimo.
Traz reflexões do escritor sobre sua obra e é o testemunho de um período da história brasileira e mundial. Revela a trajetória da família Veríssimo, desde a infância do autor, passando pela decadência econômica da sua família e pela luta de sua mãe para manter os filhos com o trabalho de costureira, até a sua consagração como um dos escritores mais importantes da literatura brasileira.
O primeiro volume (ISBN 8535907394) foi publicado em 1973 e segue da infância de Érico até a década de 1950, quando Dave Jaffe pede sua filha Clarissa em casamento.
Solo de clarineta – Memórias 2 (ISBN 8535907408), a continuação de Solo de Clarineta, inicia com o casamento de Clarissa, e registra as viagens do escritor pelos Estados Unidos e pela Europa. Inacabada, essa segunda parte foi organizada postumamente por Flávio Loureiro Chaves, e publicada em 1976. Maurício Rosenblatt, amigo do autor, afirmou no dia da morte de Érico:
Ele, à tarde, escrevera sobre a Espanha. Esta segunda parte das memórias já estava com cerca de 200 páginas. Não chegou a concluir o capítulo referente à Espanha e e recém havia concluído os episódios de sua viagem a Portugal.— Maurício Rosenblatt